# 太田哲男
太田 哲男（おおた てつお、1949年 - ）は、日本の倫理学者、思想史学者。桜美林大学名誉教授。

## 略歴
静岡県生まれ。1975年東京教育大学大学院文学研究科倫理学専攻博士課程中退。1990年富山国際大学講師、助教授、教授、2002年桜美林大学国際学部教授、2007年リベラルアーツ学群教授。2019年名誉教授。2007年「高杉一郎の改造社時代」で桜美林大学博士号。

## 著書
- 『大正デモクラシーの思想水脈』（同時代社） 1987
- 『マイナーなシネマが面白い 映画によって世界を見る』（同時代社） 1988
- 『麻酔にかけられた時代 1930年代の思想史的研究』（同時代社） 1995
- 『レイチェル=カーソン』（清水書院、Century books 人と思想） 1997、新版 2016
- 『ハンナ=アーレント』（清水書院、Century books 人と思想） 2001、新版 2016
- 『若き高杉一郎 改造社の時代』（未來社） 2008
- 『清水安三と中国』（花伝社） 2011
- 『「断念」の系譜　近代日本文学への一視角』（影書房） 2014
- 『吉野作造』（清水書院、Century books 人と思想） 2018
- 『回想録 わが師たち - 藤田省三・古在由重・高杉一郎』（同時代社） 2023

### 編纂
- 『暗き時代の抵抗者たち 対談 古在由重・丸山眞男』（編、同時代社） 2001
- 『治安維持法下に生きて 高沖陽造の証言』（本村四郎、 高村宏、鷲山恭彦共編、影書房） 2003
- 『あたたかい人』（高杉一郎、編、みすず書房） 2009 - 作品集
- 『勇気ある義人 古在由重セレクション』（同時代社） 2019
- 『小泉郁子教育論集』（全５巻、榑松かほる共編、桜美林大学出版会、発売＝論創社）2023-25

## 翻訳
- 『資本蓄積論』（ローザ・ルクセンブルク、同時代社） 1997

## 参考
- J―Global
- 桜美林大学
- 『若き高杉一郎』著者紹介